# خلیل بهرامیان
خلیل بهرامیان وکیل ایرانی است که در زمینه پرونده‌های مربوط به حقوق بشر فعالیت کرده‌است.

## فعالیت ها
خلیل بهرامیان از سال ۱۳۴۷ به کار وکالت و دفاع از حقوق زندانیان سیاسی مشغول بوده‌است.
خلیل بهرامیان تاکنون وکالت شمار زیادی از فعالان سیاسی و اجتماعی از جمله احمد باطبی، حشمت‌الله طبرزدی، زینب جلالیان، شیرکو معارفی، فرهاد وکیلی علی حیدریان، رسول بداقی، شیرین علم‌هولی، فرزاد کمانگر، اکبر محمدی (فعال دانشجویی)، حامد روحی‌نژاد و مهدی اسلامیان را برعهده داشته‌است. او هم چنین عضو کمیته جهانی مقابله اعدام در پاریس و کشورهای اسکاندیناوی است. خلیل بهرامیان در گفتگو با رادیو فردا نیز نسبت به «دفن مخفیانه اجساد» برخی از موکلانش به مقام‌های ایران اعتراض کرده بود.

## زندان و محرومیت از وکالت
او در اردیبهشت ۱۳۸۹ بازداشت شد.
دادگاه انقلاب اسلامی تهران، در بهمن ۱۳۸۹، خلیل بهرامیان را به اتهام فعالیت تبلیغی علیه نظام و توهین به رئیس قوه قضائیه به تحمل یک سال و نیم حبس تعزیری و ۱۰ سال محرومیت از وکالت محکوم کرده‌است.
این حکم از سوی محمد مقیسه (ناصریان) معروف به قاضی مقیسه‌ای، رئیس شعبه ۲۸ دادگاه انقلاب اسلامی تهران، صادر شد.